# Tancs lleugers Vickers
Els tancs lleugers Vickers, oficialment denominats Light Tank Mark I-VI, van ser una sèrie de tancs lleugers d'origen britànic del període d'entreguerres. El primer model es va dissenyar durant el 1927, per a col·laborar amb la infanteria i fer reconeixement i la versió Mark VI esdevindria un dels blindats més influents de l'època per la seva velocitat, fiabilitat i baix cost.
Inicialment aquests tancs eren fabricats per Vickers-Armstrongs Limited però a partir del Mark VI altres companyies també hi participarien, arribant a una xifra d'aproximadament 1.850 tancs muntats entre totes les versions.
Els tancs lleugers Vickers serien àmpliament usats durant els primers anys de la Segona Guerra Mundial. Durant la batalla de França s'intentarien fer servir a primera línia de front i, a causa del seu pobre blindatge i armament, patirien greus baixes. A la Campanya del nord d'Àfrica l'estratègia es va canviar a un rol de suport i van resultar més útils. A partir de 1941 es relegarien a tasques defensives al Mediterrani. A l'Índia també es farien servir com a vehicles de vigilància.

## Desenvolupament i fabricació
Després de la Primera Guerra Mundial el Regne Unit es va erigir com a potència capdavantera en la guerra mecanitzada, després d'haver inventat el tanc. Per mantenir aquesta posició es va crear una unitat d'investigació, anomenada Experimental Mechanized Force, que havia de determinar el millor ús dels nous vehicles blindats de combat. Durant les proves es va determinar la necessitat de dos tipus de vehicle: un transport per a la infanteria armat i sense torreta i un tanc lleuger pel Royal Tank Corps. Pel primer rol ja hi havia un candidat, la tanqueta Carden-Loyd, mentre que pel segon rol encara no hi havia cap model.
L'empresa Vickers, que havia comprat la Carden-Loyd, va interessar-se per fabricar també el segon model i va començar-ne un disseny. Basant-se en les tanquetes, es va fer un primer prototip que es va entregar a les autoritats pertinents, que en dirien que: 'té defectes mecànics considerables però ha demostrat una gran potencial'.

### Mark I
El setembre de 1928 l'exèrcit britànic va encarregar quatre nous tancs per provar-los i es van designar 'Light Tank Mark I'. Per aquesta segona entrega es va millorar el disseny: una millora al motor, canvis a la transmissió, més espai per a la tripulació i, el més important, un canvi a la suspensió que substituïa el sistema Carden-Loyd per una suspensió de ballesta de disseny Horstmann. La torreta anava equipada amb una metralladora Vickers.303 i funcionava amb un engranatge, fent-la girar amb una manovella.
Els quatre prototips millorats es van entregar l'octubre de 1929 al MWEE (Mechanical Warfare Experimental Establishment) i van provar-los fins a l'any 1933. Mentrestant, el 1930, es van encarregar cinc tancs més, anomenats Light Tank Mark IA per la War Office. A l'Índia s'hi van enviar 4 prototips més.
Aquests primers prototips es provarien a tot tipus d'entorn i es comprovaria que, tot i els problemes amb la suspensió, eren adequats pel combat. Tripulats per dues persones, en la majoria dels casos aquests models estaven blindats amb xapa de 14 mm, pesaven unes 3,25 tones i tenien una velocitat màxima d'aproximadament 56 km/h.

### Mark II

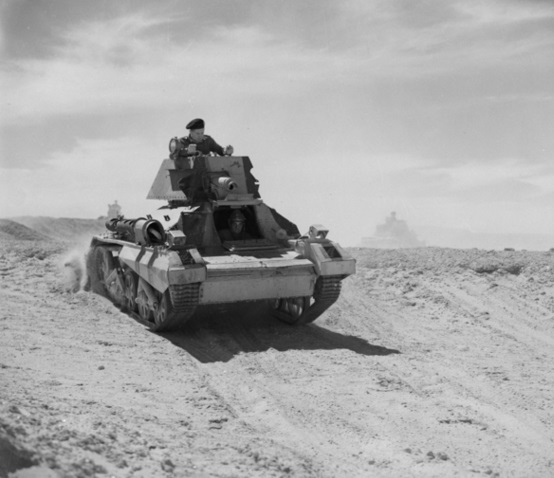
Tanquistes neozelandesos entrenant amb un Light Tank Mark II a Wadi Digla, vora Maadi el 1940. Es pot observar l'escotilla del conductor oberta per millorar la visibilitat.

Acabades les primeres proves es va fer una comanda de 16 unitats, el desembre de 1930, que es produirien entre Vickers-Armstrong i la Royal Ordnance Factory. En aquesta versió es van fer diferents millores importants. La primera, l'adopció d'una torreta rectangular més gran, que permetia col·locar una ràdio de tipus 'No 1 Wireless set'. També es va canviar el blindatge per un acer amb tractament superficial de cementació, anomenat Cemented Tank Armour o planxa CTA, que millorava en un 20% la resistència als impactes.
Posteriorment se'n fabricarien 50 més per equipar tres batallons del Royal Tank Corps amb 22 tancs lleugers cadascun, sense cap tanc de reserva. El 1932 se substituirien els motors Meadows pels Rolls-Royce 20/25bhp. A l'Índia els informes sobre els Mark I també resultarien favorables i farien una comanda d'unes 50 unitats, idèntics als Mark II de les illes britàniques però sense el canvi de motor.

### Mark III
El Mark III era una millora del Mark II però en conservava el motor Rolls-Royce, la transmissió Wilson i la suspensió. Els canvis es van centrar en el blindatge i la distribució: una torreta més gran, un casc millorat més lleuger i un blindatge més gruixut, que feia que el tanc pesés 250 kg més.
La producció es va distribuir altre cop entre Vickers i la Royal Ordnance amb un total de 42 tanquetes produïdes. Tots aquests blindats es van enviar a l'Orient Mitjà al voltant de l'any 1935 per incrementar la força del 6è Batalló del Royal Tank Corps. Aquestes tanquetes es van combinar amb altres tancs mitjans més vells i 18 es van destinar a Palestina mentre que els altres es van enviar a Egipte.

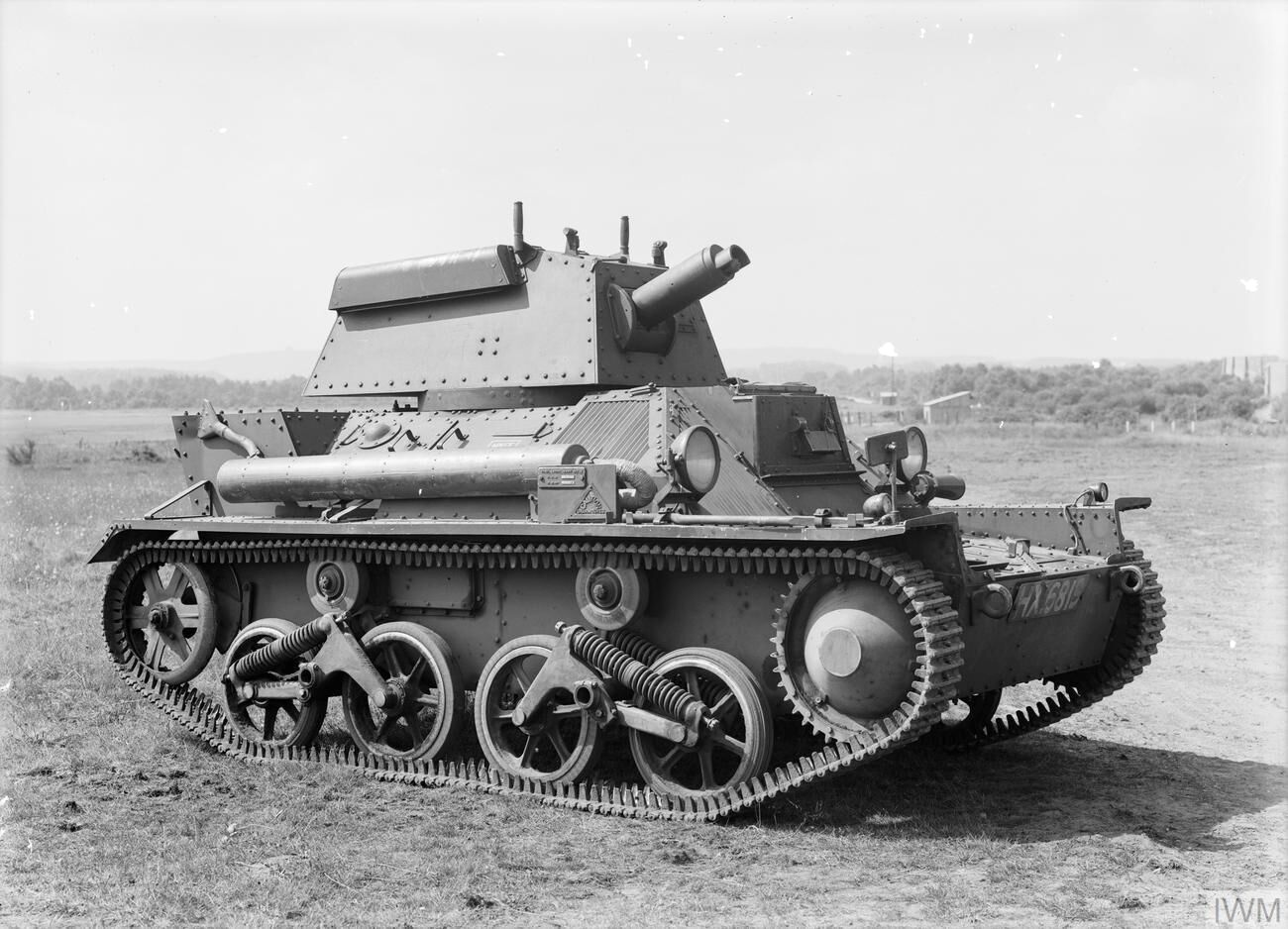
Un Light Tank Mark III fotografiat l'any 1933.

Posteriorment, el juny de 1940, 12 d'aquests vehicles s'enviarien a Sud-àfrica on operarien com a 1a Companyia de Tancs Lleugers, on participarien en tots els enfrontaments durant els 12 mesos posteriors.

### Mark IV
Aquesta versió s'introduiria el 1934 i seria l'última amb només 2 tripulants. Es va tornar a introduir un motor Meadows de tipus ESTE amb 90bhp, permetent que el tanc assolís velocitats de gairebé 60 km/h, convertint el Mark IV en la versió més ràpida fins al moment. A més a més, es va canviar la transmissió per una de més simple i robusta. Tot i això només se'n van fabricar 28 unitats.

### Mark V, canvi a tres tripulants

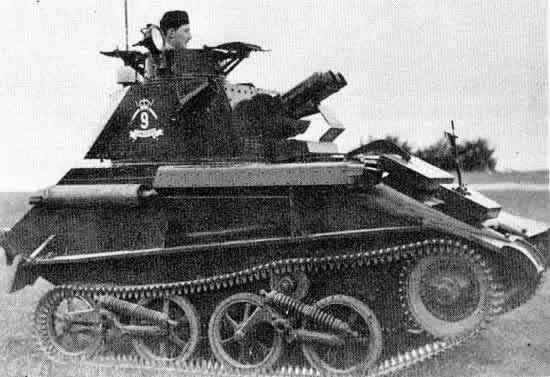
Un Light Tank Mark V del 9th Queen's Royal Lancers. Aquest model va ser el primer a tenir 3 tripulants i va entrar en servei l'any 1934.

Tots els models fins al Mark IV estaven tripulats únicament per dues persones: el conductor i el comandant, que també feia de servidor de la metralladora i la ràdio. Tantes tasques per una sola persona era inadequat. Aquest problema es va voler solucionar l'any 1935 fent dos prototips, L3E1 i L3E2, amb una torreta més gran que permetés acomodar una altra persona. A més a més, aprofitant l'ampliació es va afegir una segona metralladora de més calibre per complementar la .303, una Vickers .50-cal.
El primer prototip, L3E1, estava equipat amb una torreta quadrada i el 1939 es va convertir en un vehicle llançaponts pels Royal Engineers. L'altre prototip, L3E2, tenia una torreta més arrodonida, amb un sistema de gir millorat i hi havia una escotilla a l'esquerra pel tercer tripulant.
Se'n van fer poques unitats, entre 9 i 22, que es van provar a la 1st Tank Brigade amb el suport de tècnics de Vickers per detectar i arreglar possibles problemes i errors de disseny.

### Mark VI, produït en massa
En aquest cas la fase de prototip es va suprimir i se'n va fer directament una comanda de 41 models l'any 1936. Bàsicament era una millora del Mark V, amb un canvi a la torreta, un increment de 14mm al blindatge i un terra rotatiu perquè el comandant i l'artiller giressin simultàniament. A més a més s'hi van incorporar llançagranades amb granades de fum.

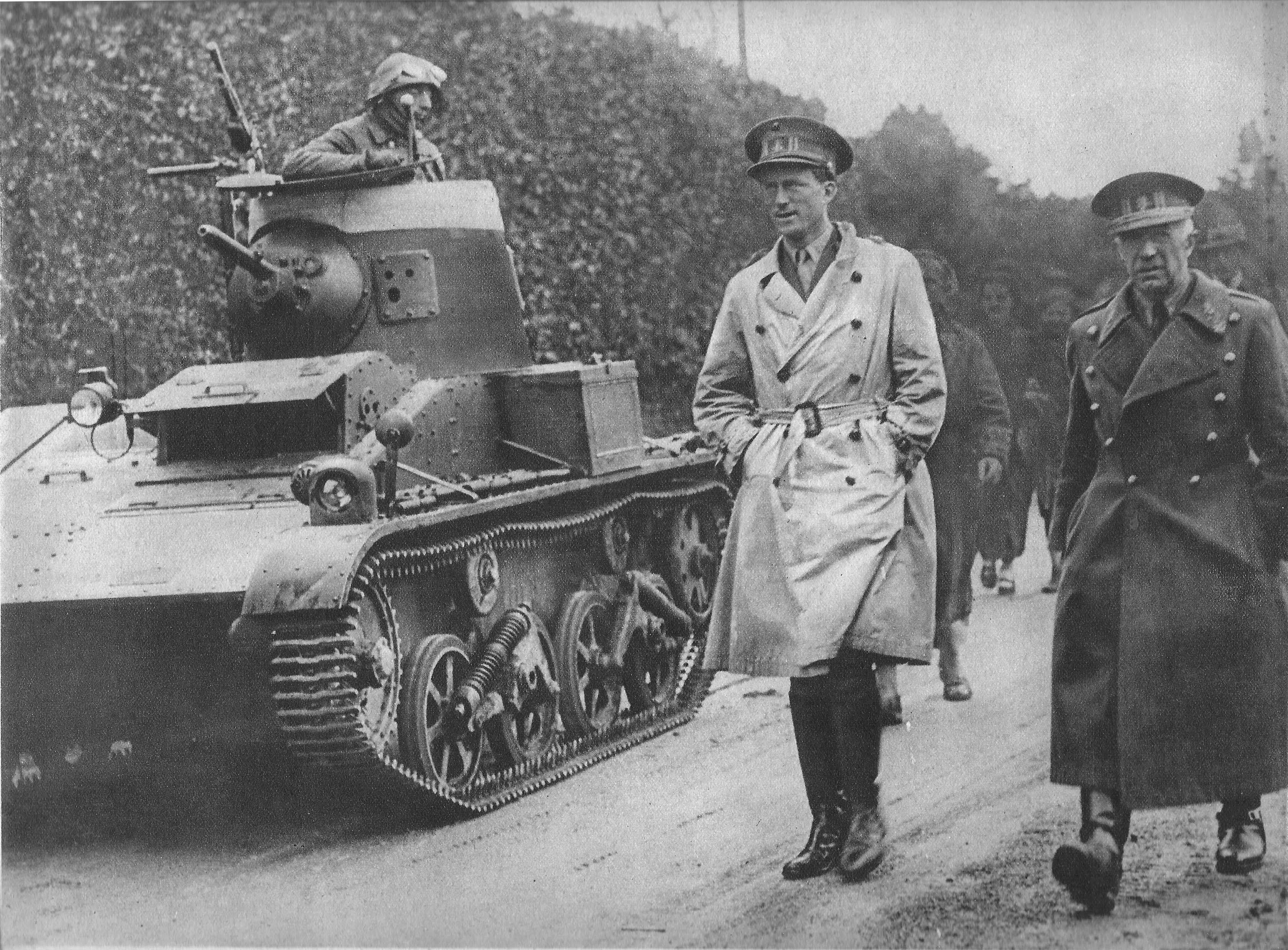
El rei de Bèlgica, Leopold III, acompanyat pel general Henri Denis passen revista a un T-15 belga, basat en el Mark III i armat amb una metralladora Hotchkiss.

En aquest cas la fabricació també la va dur a terme una nova empresa privada, a més a més de les companyies habituals, l'empresa North British Locomotive Company. Això es devia a què el govern britànic ja preveia un possible conflicte a causa de l'expansionisme alemany. La primera remesa de grans dimensions va ser de 110 tancs, i es van anomenar Mark VIA. La versió definitiva seria la següent, amb més de 1.000 unitats fabricades i anomenada Mark VIB. Posteriorment també apareixeria una versió Mark VIC, armada amb una metralladora pesant de 15 mm, i una variant antiaèria, armada amb 4 metralladores. Entre tots els tipus de Mark VI es van fabricar 1.682 unitats.

## Exportació
Vickers també va reservar uns models més bàsics pel mercat d'exportació: els models 1933, 1934, 1936 i 1937. Els compradors van ser Argentina, Bèlgica, Finlàndia, Lituània, Letònia, Suïssa, les Índies Orientals Neerlandeses i la Xina.
A partir del Mark III es van fabricar 42 tancs amb una torreta diferent que anava armada amb una metralladora Hotchkiss de 13,2 mm. El nom oficial que se'ls va assignar va ser Char Léger de Reconnaissance Vickers-Carden-Loyd Mod.1934 T.15
.
Les Índies Orientals Neerlandeses, després de comprar-ne dos de prova l'any 1937, van fer un encàrrec de 73 tancs el 1938. Aquests models eren mecànicament semblants al Mark IV però feien servir una torreta hexagonal amb l'armament del Mark II. Només 20 tancs van arribar a Java abans de l'esclat de la Segona Guerra Mundial a Europa. La resta van ser entregats a l'exèrcit britànic que els denominaria Tank Light, Vickers Carden Loyd, Model 1936, o malanomenats Dutchman i que només es farien servir com a vehicles d'entrenament. Alguns Dutchman es van entregar a Grècia.

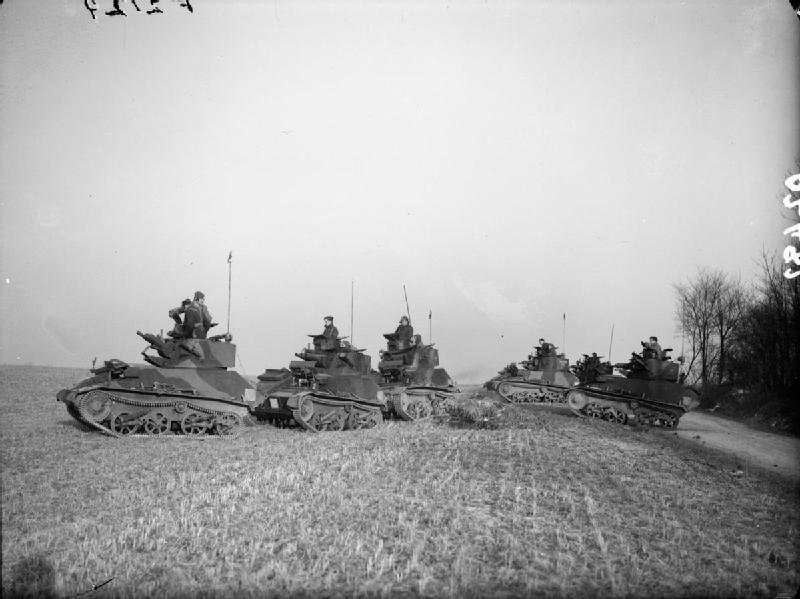
Tancs lleugers Vickers del 4/7th Royal Dragoon Guards a Bucquoy el 1940.

## Història operativa
El primer enfrontament important on els tancs lleugers Vickers es veurien involucrats seria la batalla de França. Per culpa de l'insuficient blindatge i d'anar armat únicament amb metralladores, els Light Tanks eren efectius contra unitats sense tancs però totalment inadequats per a combatre amb altres blindats. Les bales perforants dels Vickers eren incapaces de perforar els blindatges dels Panzer però les bales perforants alemanyes sí que podien perforar els Vickers. A més a més, la suspensió tendia a botar molt, impedint el tir en moviment. Després de patir forces baixes serien abandonats durant l'Operació Dinamo.
A la Campanya del nord d'Àfrica, contra els italians, els Light Tanks demostrarien ser més útils i a mesura que va anar progressant la guerra es van anar substituint per tancs més pesants. Finalment, la majoria de Light Tanks serien relegats a tasques de defensa a Egipte o a illes del mediterrani com Malta, Creta o Xipre.
A l'Índia els Light Tank serien usats amb bons resultats com a vehicles de vigilància.